# Guillermo Eizaguirre
Guillermo Eizaguirre Olmos (Siviglia, 17 maggio 1909 – Madrid, 25 ottobre 1986) è stato un allenatore di calcio e calciatore spagnolo, di ruolo portiere.

## Carriera

### Giocatore

#### Club
Portiere elegante e spettacolare, caratteristiche che gli valsero l'appellativo di Angelo volante, debuttò tra le file del Siviglia nella Segunda División, categoria vinta in due occasioni. Tutta la sua carriera si svolse con gli andalusi, con cui disputò ben 11 stagioni e vinse una Coppa di Spagna, fino all'inizio della Guerra civile spagnola che lo obbligò a porre fine alla sua attività sportiva.

#### Nazionale
È stato convocato dalla Nazionale spagnola in 3 occasioni. Il suo debutto risale al 5 maggio 1935 nella partita Portogallo-Spagna (3-3).

### Allenatore
In veste di selezionatore delle Furie Rosse ha partecipato al Campionato mondiale di calcio 1950 conquistando uno storico quarto posto. In totale si è seduto per 19 volte sulla panchina della Nazionale spagnola.

## Palmarès

### Competizioni nazionali
- Coppa di Spagna: 1

Siviglia: 1935